# Perpessicius
Perpessicius, pseudonimo di Dumitru S. Panaitescu, noto anche con gli pseudonimo di Panait Şt. Dumitru, D. P. Perpessicius e Panaitescu-Perpessicius (Brăila, 1891 – Bucarest, 1971), è stato uno scrittore rumeno.
Nel 1923 pubblicò Menzioni critiche, raccolta di letteratura contemporanea, seguita nel 1932 dal poetico Itinerario sentimentale.